# ۱۵۳۷ (میلادی)
۱۵۳۷ (میلادی) هزار و پانصد و سی و هفتمین سال تقویم میلادی است.

## زادگان
- ۴ مارس - لونگ‌چینگ، دوازدهمین امپراتور سلسله مینگ در چین
- 12 اکتبر - ادوارد ششم انگلستان : پادشاه انگلستان و ایرلند.
- جین گری : ملکه انگلستان و ایرلند ، معروف به ملکه نه روزه.
- ۲۸ مه – شاه اسماعیل دوم، ستاره‌شناس ایرانی (د. ۱۵۷۷)

## درگذشتگان
- ۲۳ ژوئن – پدرو د مندوزا، کاشف اسپانیایی (ز. ۱۴۸۷)